# Генрих III (герцог Лимбурга)
Генрих III (фр. Henri III de Limbourg, нем. Heinrich III von Limburg; ок. 1140/1145 — 21 июня 1221) — граф Арлона и герцог Лимбурга с 1167, сын Генриха II, герцога Лимбурга, графа Арлона и герцога Нижней Лотарингии, и Матильды, дочери Адольфа, графа фон Саффенберг.

## Биография
Генрих унаследовал герцогство Лимбург и графство Арлон после смерти отца в 1167 году. В 1172 году из-за территориального соперничества он начал войну против Генриха IV Слепого, графа Люксембурга и его союзника Бодуэна V, графа Эно. 
В 1183 году, пытаясь увеличить своё влияние в районе Трира, он поддержал выбор папы Луция III на должность архиепископа этого города Фольмар фон Кардена, что противоречило замыслам императора Фридриха I Барбароссы, выдвигавшего кандидатуру Рудольфа фон Вида на этот пост, так как Фольмар был его противником в борьбе за инвеституру. Эта борьба вызвала новый продолжительный конфликт.
В 1189 году герцог Брабанта Генрих I начал военные действия против собственного дяди, Генриха III. Поводом для конфликта послужила продажа попечительства над Синт-Трёйденом, ранее входившим в приданое матери Генриха Маргариты Лимбургской, графу Лоона. Во главе войска из семисот всадников и шестидесяти тысяч пехотинцев Генрих I вторгся в Лоон и осадил Синт-Трёйден. В ответ, по просьбе графа Лоона граф Эно Бодуэн V ввёл войска в Брабант, и Генриху I пришлось срочно снять осаду. Тем не менее, с точки зрения политической кампания Генриха была весьма успешна: по заключённому при посредничестве графа Фландрии Филипп I Эльзасский мирному переговору граф Лоона обязался выплатить 800 марок серебром и, покуда эта сумма не уплачена полностью, признать совместное с Генрихом владение Синт-Трёйденом. К 1191 году Генрих Брабантский также заключил мир с Генрихом III, по которому к Генриху I отходили аллоды в Арлоне и Херцогенрате.

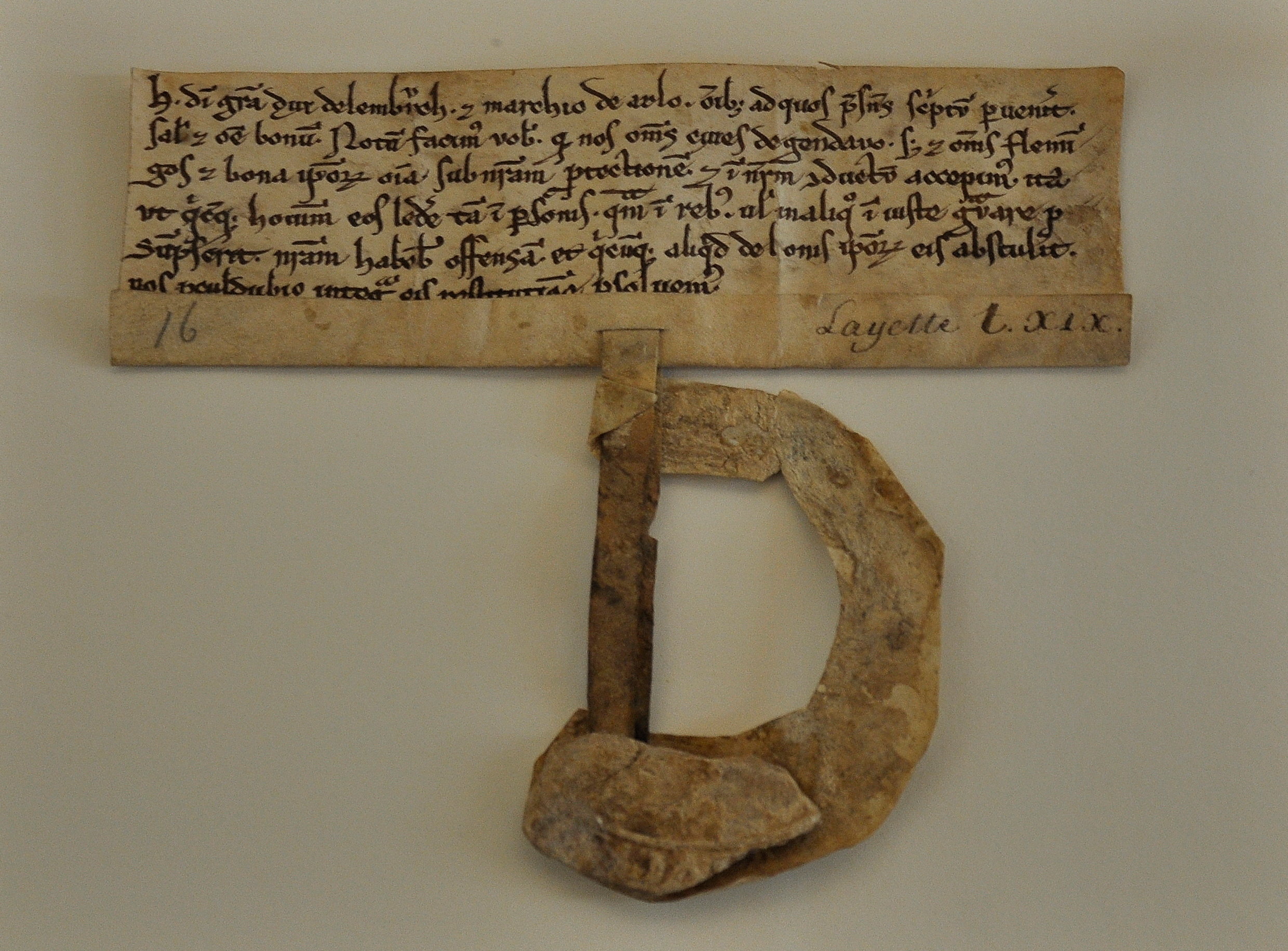
Письмо Генриха III купцам из Гента, в котором он дает свободный проход через Лимубрг для торговли с Рейнландом (ок. 1200). Городской музей Гента.

В 1192 году Генрих III поддержал кандидатуру своего дяди Альберта I Лувенского, брата Генриха I Брабантского, на должность епископа Льежа. Другим кандидатом был двоюродный брат Бодуэна V Альберт Ретельский, архидьякон Льежа, сын графа Ретеля Итье. Однако выбор императора Генрих VI пал на Лотаря Хостадского. В 1192 году Альберт был убит сторонниками Генриха VI, который назначил Лотаря епископом. Вскоре тот был вынужден бежать. Найти преемника в епископстве было трудно, так как существовало несколько противоборствующих партий, находившихся под сильным влиянием местного дворянства. Генрих III способствовал избранию епископом своего младшего сына Симона, которому тогда было только 16 лет. Симон приходился родственником убитому Альберту. 
Несмотря на то что герцог Брабанта опасался расширения влияния Лимбургского дома, в 1193 году Симон все-таки был избран князем-епископом Льежа Генрихом VI, который пытался смягчить ситуацию. Но это избрание вызвало новый конфликт Генриха III с Бодуэном V, двоюродный брат которого вновь не был избран. Бодуэн, Альберт Ретельский и их сторонники отправились в Рим с обращением к папе Целестину III. Также поступили и сторонники изгнанного Лотаря, который не участвовал в выборах, и Альберт II фон Куик, кандидатура которого была предложена папой. Целестин признал выбор Симона недействительным из-за его молодого возраста и назначил проведение новых выборов. В 1195 году Симон, Альберт Ретельский и Альберт фон Куик отправились в Рим. По решению папы Альберт фон Куик был сделан епископом Льежа, а Симон был назначен кардиналом, но вскоре последний  скончался.
В 1192 году Генрих вместе с сыном Валераном отправился в Третий крестовый поход независимо от армии императора Фридриха Барбароссы. В Святой земле они присоединились к армии короля Англии Ричарда I Львиное Сердце.
1 августа 1194 года в битве при Новиль-сюр-Меэнь Генрих III разбил армию графа Люксембурга Генриха IV, который пытался вернуть Намюр, захваченный графом Бодуэном V после изменения завещания графа Люксембурга ему в ущерб.
После возвращения в свои владения Генрих вместе с сыном в 1196/1197 году принимал участие в восстании против императора Генриха VI. После смерти Генриха VI он участвовал в выборе германским королём Филиппа Швабского. В 1206 году он участвовал в битве при Вассенберге, в которой армия противника Филиппа, Оттона IV Брауншвейгского, выступившего в союзе с архиепископом Кёльна Бруно IV против герцога Генриха, была разбита, а сам Оттон бежал в Англию. Однако после убийства Филиппа Швабского в 1208 году Генрих III перешёл на сторону Оттона IV. 
В 1212 году Генрих в составе армии герцога Брабанта Генриха I участвовал в войне против епископа Льежа Гуго де Пьерпона, а позже и против графа Гелдерна Герхарда III. 27 июля 1214 года Генрих в составе армии императора Оттона IV участвовал в проигранной битве при Бувине, закончившееся поражением Оттона.
Генрих умер в 1221 году. Ему наследовал второй сын, Валеран III.

## Брак и дети

Герб Генриха III

Жена: София фон Саарбрюкен (ум. после 1096), дочь Симона I, графа фон Саарбрюкен. Дети:
- Генрих (ум. 4 декабря 1214), сеньор Вассенберга; жена: София
- Валеран III (ок. 1175 — 2 июля 1226), сеньор Моншау с 1198, граф Люксембурга с 1214 и герцог Лимбурга с 1221
- Фридрих (ум. апрель 1211/май 1212), сеньор Лумена, фогт аббатства Св. Ламберта с 1209; жена — дочь Людовика, сеньора Лумена
  - Матильда, правительница Лумена; муж — Людовик ван Ауденарде, сеньор Марке
- Герхард I (ум. 5 или 7 декабря 1225), сеньор Вассенберга
- Симон (1177 — 1 июля 1195), епископ Льежа с 1193, кардинал
- Матильда (ум. после 1202)
- Ютта (ум. 8 февраля 1202); муж: Госвин IV (ум. 1207), сеньор Фалькенбурга
- Изольда (ум. 1220/2 марта 1204); муж с до 1217: Дирк I фон Клеве (1192 — 4 ноября 1228), сеньор Фалькенбурга и Хайнсберга

Возможно, Генрих имел одного внебрачного ребенка:
- Макариус (ум. после 23 мая 1226)